# Die Traumprinzen
Die Traumprinzen war eine deutsche Schlager-Boygroup. Sie bestand aus den Mitgliedern Daniel Hogan, Dave Cavallo und André Parker.

## Geschichte
Die drei Bandmitglieder lernten sich 2009 zunächst übers Internet kennen und beschlossen, nachdem sie sich auch auf diversen Schlagerfestivals trafen, eine Band zu gründen. Durch die Vermittlung ihres Managers Jim Reeves kam die Zusammenarbeit mit dem Musikproduzenten Hermann Niesig (earnapping Musikproduktion, u. a. Michael Wendler) zustande, mit dem sie an ihrem Debütalbum arbeiten. 
Als erste Single-Auskopplung erschien im Juni 2010 die Single Himmel und Hölle. Im Juli 2011 erschien bei Edel Records das Album Uuund ab dafür!. Im August 2011 waren die Bandmitglieder in einer Folge von mieten, kaufen, wohnen zu sehen, in der sie in Köln eine Wohngemeinschaft suchten. Zudem berichtete das RTL-Mittagsjournal Punkt 12 über ihre Schlafzimmertour, bei der sie nach einem YouTube-Aufruf in den Schlafzimmern ihrer Fans auftraten.
Im Januar 2012 gewann die Band den Schlager-Saphir in der Kategorie „Bester Live Act“. Die Traumprinzen traten unter anderem bei großen Karnevalpartys, in der Lanxess Arena bei Köln feiert, in der Turbinenhalle Oberhausen bei Best of Popschlager oder beim 1. Berliner Schlagerfest vor tausenden Zuschauern auf.  
Nach internen Differenzen und dem Ausstieg von André Parker im Oktober 2012 bestand die Band zunächst weiter als Duo, welches sich 2013 endgültig auflöste.

## Diskografie
Album
- 2011: Uuund ab dafür!, Edel Records[7]

Singles
- 2010: Himmel und Hölle
- 2011: Wer bin ich?
- 2011: Prinzessin
- 2011: Uuund ab dafür!

## Auszeichnungen
- Schlager Saphir
  - 2012: für Bester Live Act